# Lincoln (futbolista)
Abraão Lincoln Martins (nacido el 14 de junio de 1983) es un futbolista brasileño que se desempeña como delantero.
Jugó para clubes como el Paulista, Avispa Fukuoka, Shonan Bellmare, Oriente Petrolero, Thespa Kusatsu y Brasiliense.

## Trayectoria

### Clubes
| Club              | País    | Año         |
| ----------------- | ------- | ----------- |
| Paulista          | Brasil  | 2002        |
| Taubaté           | Brasil  | 2003        |
| Paulista          | Brasil  | 2004 - 2006 |
| Avispa Fukuoka    | Japón   | 2007        |
| Shonan Bellmare   | Japón   | 2008        |
| Paulista          | Brasil  | 2009        |
| Shonan Bellmare   | Japón   | 2009        |
| Oriente Petrolero | Bolivia | 2010        |
| Thespa Kusatsu    | Japón   | 2011 - 2012 |
| Brasiliense       | Brasil  | 2013        |